# 玄戈增一
牧夫座33，又名BD+45 2204，HD 129002、SAO 45153、HR 5468，是牧夫座的一颗恒星，视星等为5.39，位于銀經78.76，銀緯62.42，其B1900.0坐标为赤經14h 35m 6.9s，赤緯+44° 62.42′ 10″。